# Canoelands
Canoelands är en del av en befolkad plats i Australien. Den ligger i kommunen Hornsby Shire och delstaten New South Wales, i den sydöstra delen av landet, omkring 42 kilometer norr om delstatshuvudstaden Sydney. Antalet invånare är 247.
Närmaste större samhälle är Glenorie, omkring 13 kilometer sydväst om Canoelands. 
I omgivningarna runt Canoelands växer i huvudsak städsegrön lövskog. Runt Canoelands är det tätbefolkat, med 331 invånare per kvadratkilometer. Genomsnittlig årsnederbörd är 1 380 millimeter. Den regnigaste månaden är februari, med i genomsnitt 200 mm nederbörd, och den torraste är juli, med 36 mm nederbörd.